# Papilio ulysses
Papilio ulysses är en fjärilsart som beskrevs av Carl von Linné 1758. Papilio ulysses ingår i släktet Papilio och familjen riddarfjärilar. Arten förekommer i Australasien, Indonesien och på Solomon Islands. Inga underarter finns listade i Catalogue of Life.

## Bildgalleri

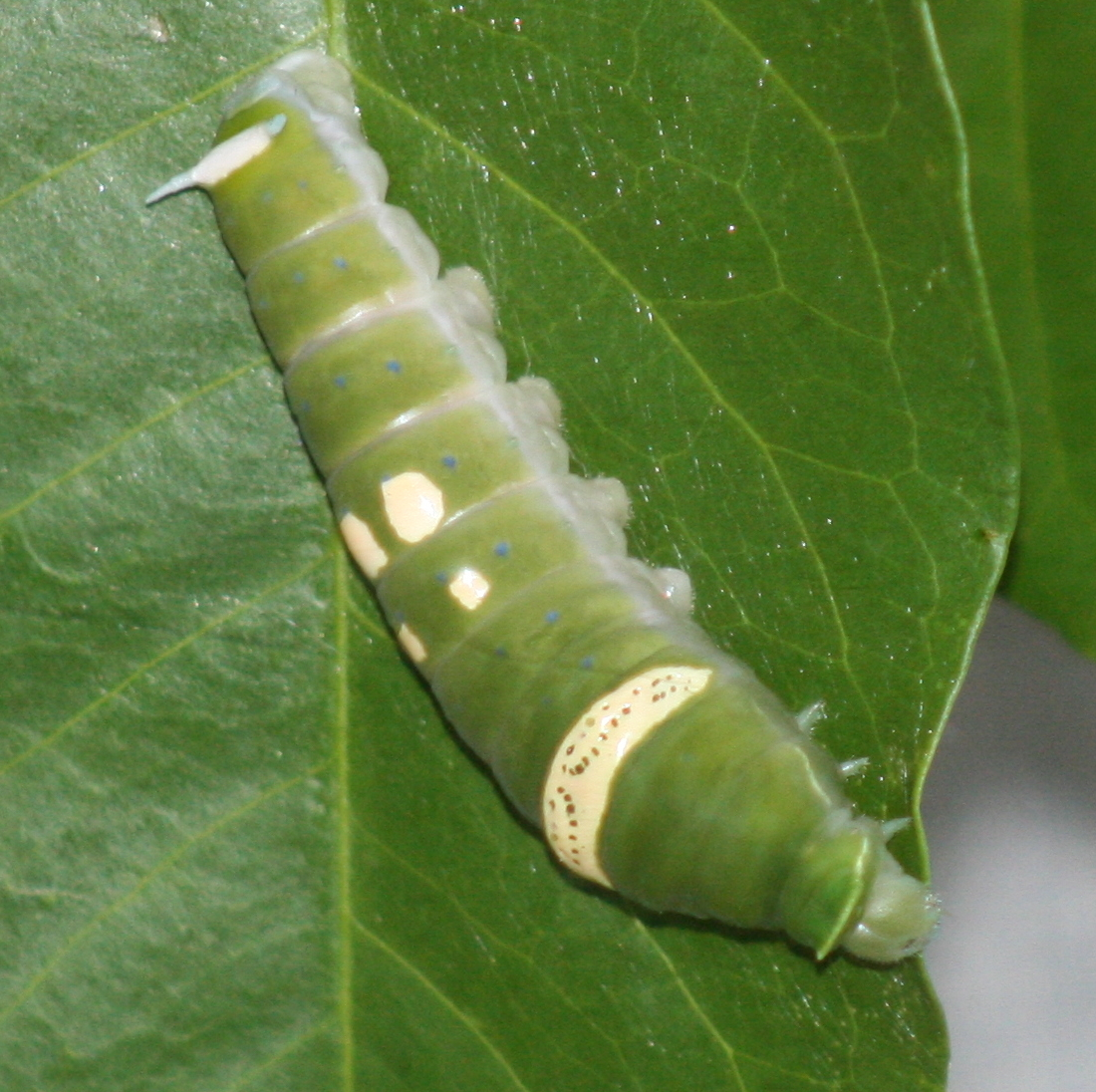
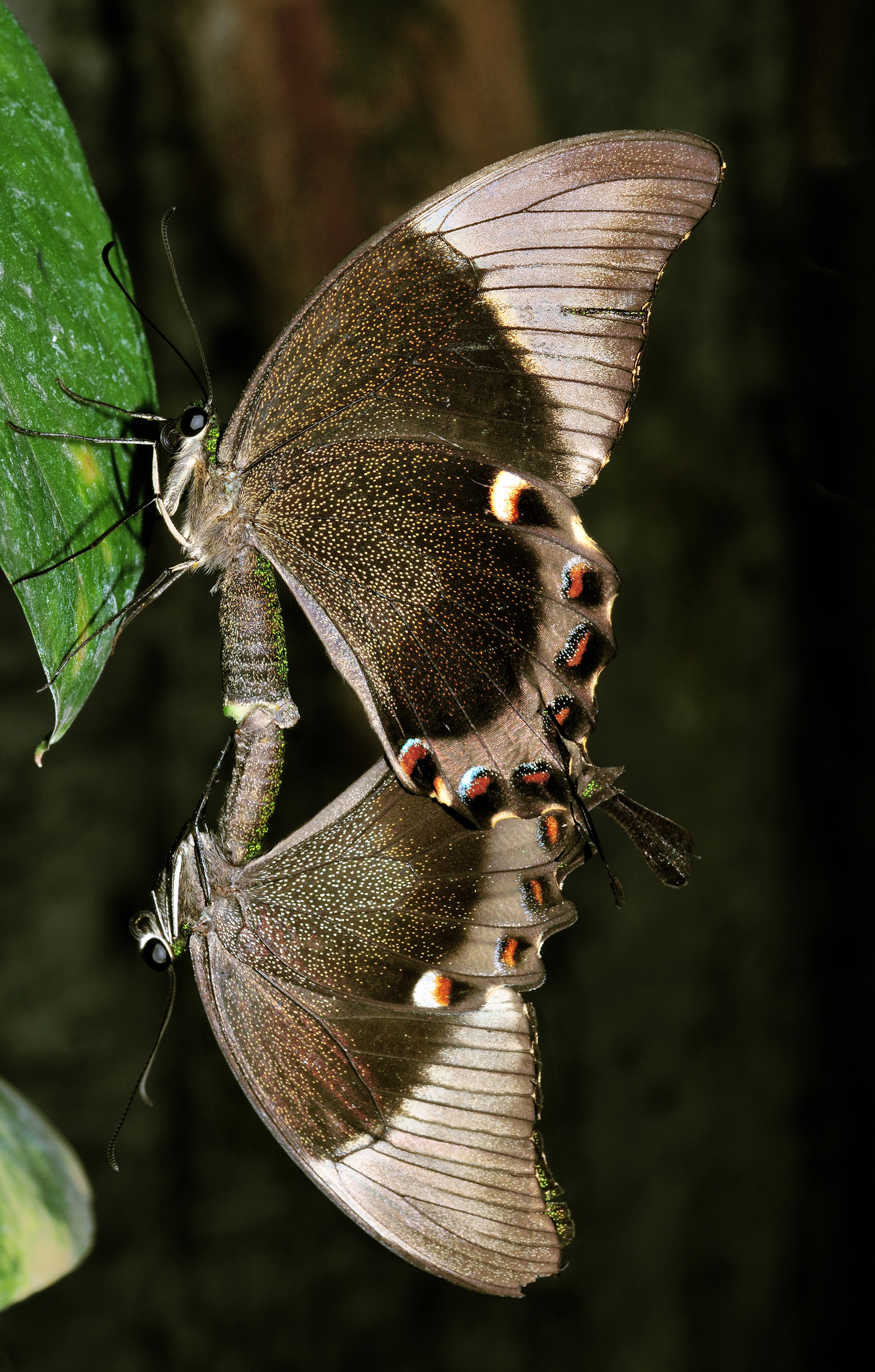
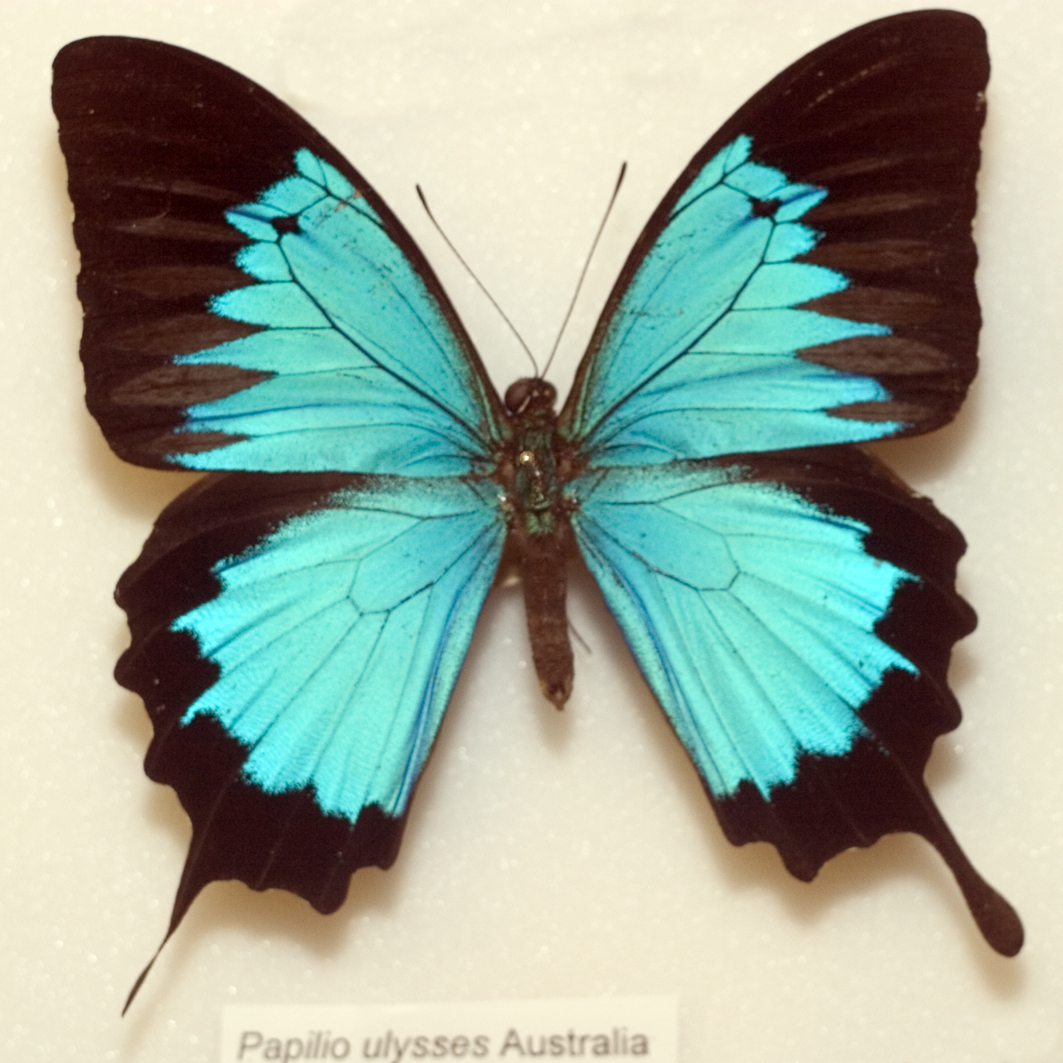
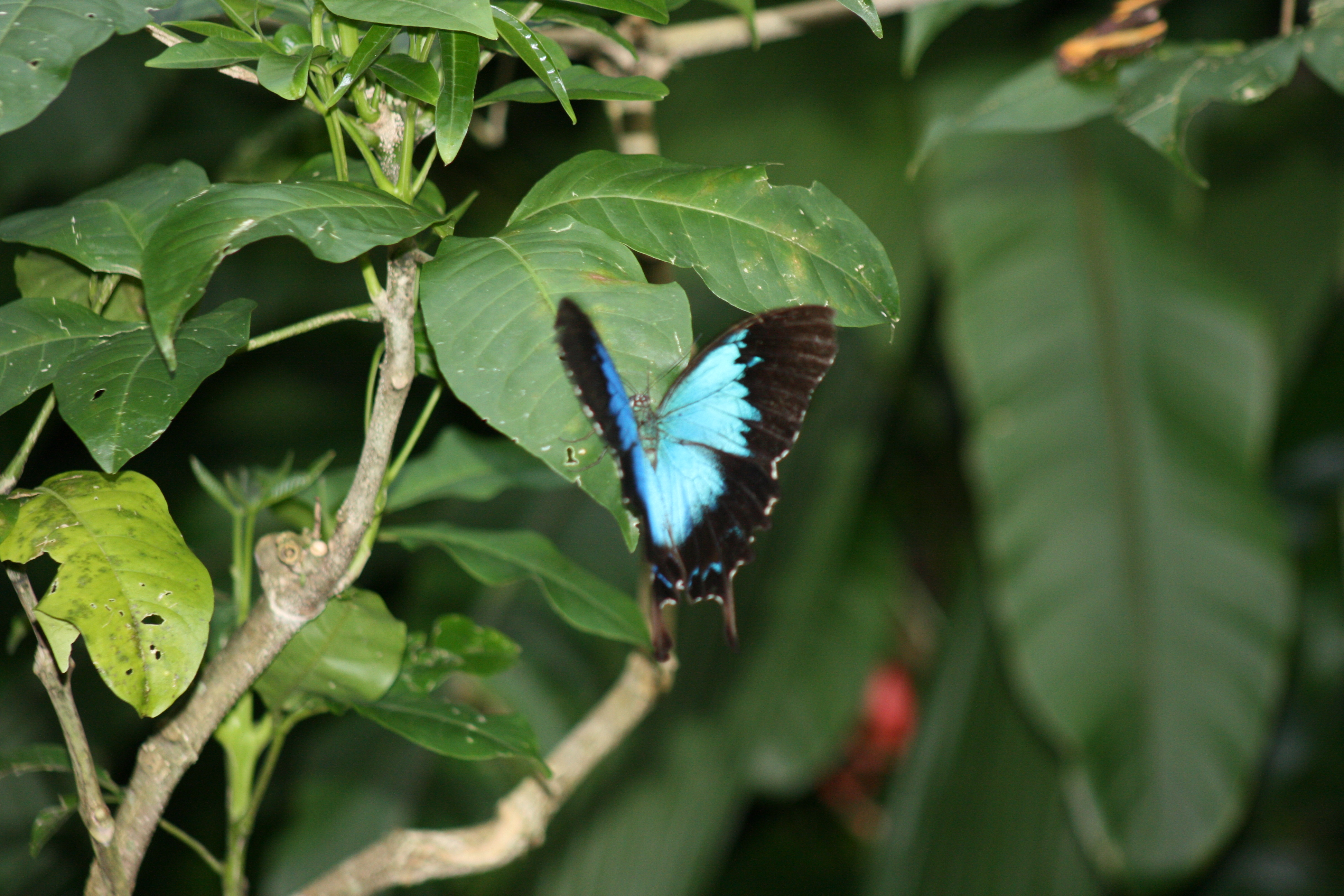
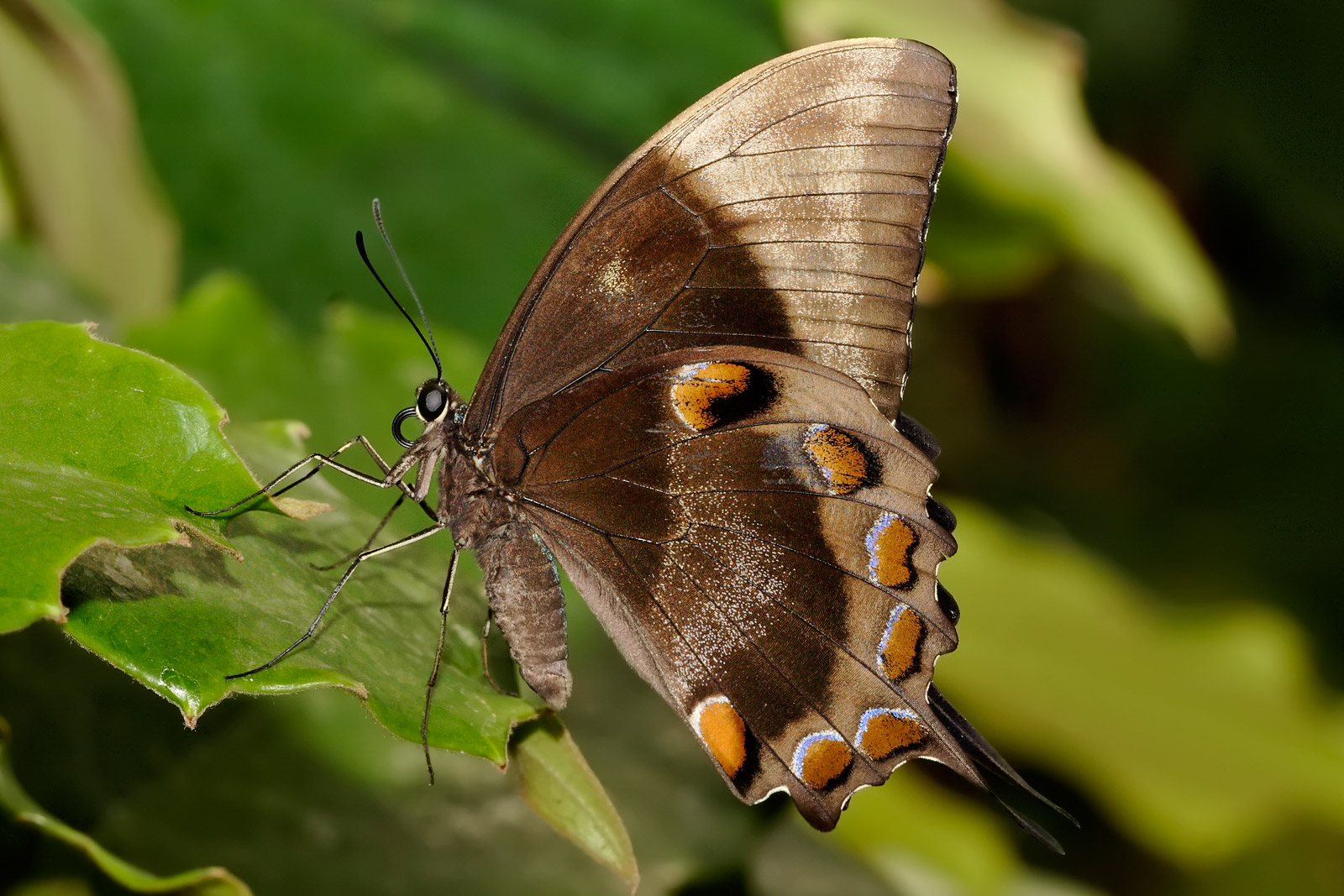